# سیمونه سینگ
سیمونه سینگ (به انگلیسی: Simone Singh) (زاده ۱۰ نوامبر ۱۹۷۴) بازیگر هندی است.
از فیلم‌هایی که وی در آن نقش داشته است می‌توان به ماریگولد اشاره کرد.

## فیلم‌شناسی
فهرست برخی از فیلم‌هایی که سیمونه سینگ در آنها به ایفای نقش پرداخته‌است:
- ماریگولد
- بله من به خوبی عاشق بودم
- یک رابطه:زنجیرعشق
- راز سایروس
- کاپیتان سرخ
- عشق امروزی
- هر لحظه به قلبت نزدیک‌تر
- برای تفریح